# دیرک کوریس
دیرک کوریس (انگلیسی: Dirk Crois؛ زادهٔ ۱۸ آوریل ۱۹۶۱) قایقران روئینگ اهل بلژیک است.